# Bleed It Out
Bleed It Out è un singolo del gruppo musicale statunitense Linkin Park, pubblicato il 14 agosto 2007 come secondo estratto dal terzo album in studio Minutes to Midnight.
Il brano è stato certificato doppio disco di platino negli Stati Uniti d'America ed è presente nel videogioco Guitar Hero: Warriors of Rock.

## Descrizione
Tra le poche tracce dell'album in cui Mike Shinoda esegue strofe rappate (con Chester Bennington che esegue il ritornello e il bridge), Bleed It Out parla della voglia di reagire e combattere in un mondo che butta fuori sangue. Shinoda ha affermato di aver dovuto riscrivere il testo circa un centinaio di volte affinché soddisfacesse tutto il gruppo (uno dei titoli della demo era infatti Re-Fucking Write). Una demo del brano è stata inclusa nell'EP Underground Sixteen del 2016.
Il brano è il primo dell'album a contenere il rap di Shinoda ed è il primo singolo in assoluto del gruppo a presentare volgarità nei testi (se si esclude Numb/Encore, realizzato con Jay-Z). Nella versione censurata vengono appunto silenziate le parole «fucking» e «noose».

## Video musicale
Il video, diretto dal DJ del gruppo Joe Hahn, mostra il gruppo eseguire il brano su un palco e davanti a loro si sta svolgendo una rissa vista al contrario, infatti solo alla fine del video si comprende la dinamica della rissa, ovvero quando un ragazzo vomita sulla scarpa di un'altra persona.
Venne trasmesso in anteprima mondiale da MTV Germany il 31 luglio 2007 alle 17:35, per poi venire pubblicato dal gruppo il 20 agosto dello stesso anno attraverso il proprio canale YouTube.

## Tracce
Testi e musiche dei Linkin Park.
CD promozionale (Australia, Europa, Stati Uniti), download digitale – 1ª versione
1. Bleed It Out – 2:44

CD (Germania, Regno Unito)
1. Bleed It Out – 2:44
2. Given Up (Third Encore Session) – 3:08

CD maxi (Australia, Germania), download digitale – 2ª versione
1. Bleed It Out – 2:44
2. What I've Done (Distorted Remix) – 3:47
3. Given Up (Third Encore Session) – 3:08

7" (Regno Unito)
- Lato A

1. Bleed It Out – 2:44

- Lato B

1. What I've Done (Distorted Remix) – 3:47

## Formazione
Hanno partecipato alle registrazioni, secondo le note di copertina di Minutes to Midnight:
Gruppo
- Chester Bennington – voce
- Rob Bourdon – batteria, cori
- Brad Delson – chitarra solista, cori
- Joe Hahn – giradischi, campionatore, cori
- Phoenix – basso, cori
- Mike Shinoda – voce, chitarra ritmica, pianoforte, tastiera

Produzione
- Rick Rubin – produzione
- Mike Shinoda – produzione
- Andrew Scheps – ingegneria del suono
- Ethan Mates – ingegneria del suono
- Dana Nielsen – ingegneria del suono
- Phillip Broussard, Jr. – assistenza tecnica
- Eric Talaba – ingegneria Pro Tools
- Neal Avron – missaggio
- George Gumbs – assistenza missaggio
- Nicolas Fournier – assistenza missaggio
- Dave Collins – mastering

## Classifiche
| Classifica (2007-17)             | Posizione massima |
| -------------------------------- | ----------------- |
| Australia                        | 24                |
| Austria                          | 43                |
| Belgio (Fiandre)                 | 22                |
| Belgio (Vallonia)                | 7                 |
| Canada                           | 22                |
| Germania                         | 40                |
| Nuova Zelanda                    | 7                 |
| Paesi Bassi                      | 79                |
| Regno Unito                      | 29                |
| Regno Unito (rock & metal)       | 1                 |
| Stati Uniti                      | 52                |
| Stati Uniti (alternative)        | 2                 |
| Stati Uniti (mainstream rock)    | 3                 |
| Stati Uniti (rock & alternative) | 16                |
| Svezia                           | 14                |
| Svizzera                         | 42                |
| Ungheria (download)              | 35                |